# Моховичи (Лидский район)
Моховичи (бел. Мо́хавічы) — деревня в Лидском районе Гродненской области Беларуси. Входит в состав Тарновского сельсовета.

## География
Расположена в 10 км на юго-запад от Лиды.
Пролегает дорога Н-6170.
Ближайшие населённые пункты Белогруда, Горняты, Малое Ольжево и др.

## История

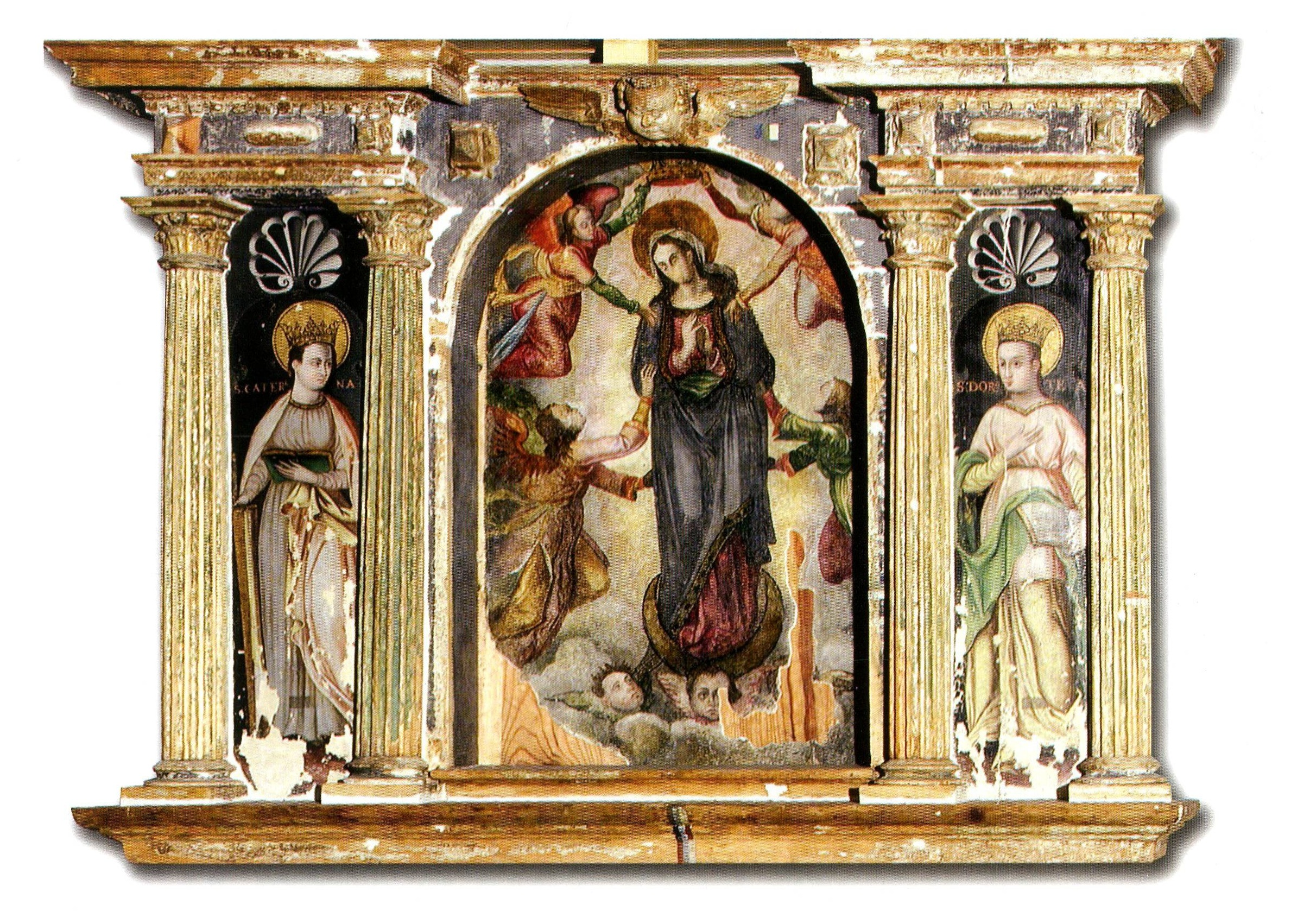
Алтарь-триптих «Святая Екатерина. Матерь Божья. Святая Доротея» из часовни. 1-я половина XVII в.

Опись приходов Лидского деканата 1784 года упоминает деревню Моховичи в Белогрудском приходе как собственность князя Игнатия Масальского, епископа Виленского.
После третьего раздела Речи Посполитой (1795) деревня в Российской империи. В начале XX века деревня Тарновской волости Лидского уезда Виленской губернии Российской империи, 10 жителей, 40 десятин земли.
В 1915 году оккупирована Германией, с 1921 года в составе Польши.
Согласно польской переписи населения 1921 года деревня Тарновской гмины Лидского уезда, 22 жилых постройки, 247 жителей.
С 1939 года в БССР.
С конца июня 1941 года до начала июля 1944 года под немецко-фашистской оккупацией.

## Население

### Численность
- 2019 год — 22 жителей

### Динамика
- 1905 год — 228 жителей[3]
- 1996 год — 100 жителей, 60 дворов
- 1999 год — 76 жителей (перепись населения)
- 2004 год — 65 (73) жителей, 45 дворов
- 2009 год — 42 жителей (перепись населения)[3]
- 2019 год — 22 жителей (перепись населения)

## Достопримечательность
- Католическая часовня (1930)
- Мемориал в честь участников восстания 1863—1864 гг. Расположен между Малое Ольжево и Моховичи.

## Известные лица
- Стралюк, Марьян Иванович (1938—2000) — учёный в области энергетики.